# Tottori (thành phố)
Thành phố Tottori (tiếng Nhật: 鳥取市 ( (Điểu Thủ Thị))) là một đô thị loại đặc biệt thuộc tỉnh Tottori, vùng Chūgoku, Nhật Bản.
Thành phố rộng 765,66 km², ở phía Đông của tỉnh, và có 199.189 dân (ước ngày 1/8/2008).